# Emir Preldžič
Emir Preldžič (Zenica, 6 settembre 1987) è un cestista sloveno naturalizzato turco, professionista in Europa.

## Carriera
È stato selezionato dai Phoenix Suns al secondo giro del Draft NBA 2009 (57ª scelta assoluta).
Con la Turchia ha disputato i Campionati mondiali del 2014 e due edizioni dei Campionati europei (2011, 2013).

## Statistiche

### Eurolega
| Anno      | Squadra     | PG  | PT | MP   | TC%  | 3P%  | TL%  | RP  | AP  | PRP | SP  | PP   |
| --------- | ----------- | --- | -- | ---- | ---- | ---- | ---- | --- | --- | --- | --- | ---- |
| 2007-2008 | Fenerbahçe  | 20  | 10 | 18,1 | 37,6 | 25,5 | 50,0 | 2,2 | 1,2 | 0,5 | 0,1 | 4,8  |
| 2008-2009 | Fenerbahçe  | 16  | 7  | 22,6 | 35,9 | 24,5 | 80,6 | 3,8 | 2,5 | 1,1 | 0,2 | 7,3  |
| 2009-2010 | Fenerbahçe  | 10  | 1  | 25,2 | 36,2 | 18,7 | 66,7 | 4,1 | 2,3 | 0,9 | 0,1 | 6,8  |
| 2010-2011 | Fenerbahçe  | 16  | 1  | 16,3 | 49,4 | 43,8 | 67,9 | 2,4 | 2,2 | 0,2 | 0,2 | 7,3  |
| 2011-2012 | Fenerbahçe  | 16  | 4  | 21,5 | 31,0 | 25,0 | 75,0 | 3,3 | 3,1 | 0,6 | 0,1 | 6,7  |
| 2012-2013 | Fenerbahçe  | 22  | 4  | 22,5 | 50,4 | 33,3 | 70,4 | 2,1 | 3,5 | 0,6 | 0,1 | 8,1  |
| 2013-2014 | Fenerbahçe  | 23  | 18 | 29,0 | 45,2 | 31,7 | 69,6 | 4,7 | 4,7 | 1,1 | 0,3 | 10,2 |
| 2014-2015 | Fenerbahçe  | 29  | 7  | 22,0 | 44,7 | 34,5 | 74,2 | 2,7 | 3,1 | 0,9 | 0,1 | 5,8  |
| 2015-2016 | Darüşşafaka | 20  | 5  | 18,1 | 34,5 | 27,3 | 57,9 | 3,4 | 2,8 | 0,4 | 0,2 | 4,6  |
| 2016-2017 | Galatasaray | 18  | 3  | 16,2 | 39,0 | 38,5 | 68,4 | 2,4 | 2,3 | 1,0 | 0,0 | 5,1  |
| Carriera  | Carriera    | 190 | 60 | 21,2 | 41,2 | 30,3 | 68,9 | 3,1 | 2,9 | 0,7 | 0,1 | 6,7  |

## Palmarès

### Squadra
- Campionato turco: 4

Fenerbahçe Ülker: 2007-08, 2009-2010, 2010-11, 2013-14
- Coppa del Presidente: 1

Fenerbahçe Ülker: 2013
- Coppa di Turchia: 3

Fenerbahçe Ülker: 2009-10, 2010-11, 2012-13

### Individuale
- MVP Coppa di Turchia:1

Fenerbahçe Ülker: 2010-2011